# 세포
세포(細胞)는 모든 생물체의 구조적, 기능적 기본 단위이다. 세포에 대해 연구하는 학문을 세포생물학이라고 한다.
세포는 세포막으로 둘러싸인 세포질로 구성되어 있으며, 단백질 및 핵산과 같은 많은 생체분자들을 포함하고 있다. 생물은 단세포 생물(단일세포로 구성됨, 세균 포함) 또는 다세포 생물(식물 및 동물 포함)로 분류할 수 있다. 식물 및 동물의 세포수는 생물종마다 다르며, 사람은 약 60조(6×1013) 개의 세포를 가지고 있는 것으로 추산된다. 대부분의 식물 세포와 동물 세포는 1~100 (μm) 마이크로미터 범위의 현미경으로 관찰할 수 있다.
세포는 1665년에 영국의 과학자 로버트 훅에 의해 최초로 발견되었는데, '세포(cell)'라는 이름은 크리스트교 수도원의 수도사들이 살던 작은 방과 닮았다는 이유로 명명되었다. 독일의 과학자 마티아스 야코프 슐라이덴은 1838년에 "모든 식물은 세포로 이루어져 있다"는 식물 세포설을 주장하였고, 독일의 과학자 테오도어 슈반은 1839년에 "모든 동물은 세포로 이루어져 있다"는 동물 세포설을 주장하였다. 슐라이덴과 슈반은 "모든 생물은 하나 이상의 세포로 구성되어 있으며, 세포는 모든 생물의 구조적, 기능적 단위이고, 모든 세포는 이전에 존재하던 세포로부터 유래한다"는 세포설을 제창하였다. 최초의 세포는 약 35억년 전에 지구 상에 출현한 것으로 추정되고 있다.

## 개론
각 세포는 적어도 스스로 물질대사를 할 수 있다. 즉, 영양소를 받아들여서 에너지로 전환하고, 고유한 기능을 수행하며, 필요에 의해 번식할 수 있다. 각 세포는 이러한 여러 가지 생명 활동을 수행하기 위한 각각의 세포소기관들을 가지고 있다.
모든 세포는 다음과 같은 능력들을 공유한다.
- 세포 분열을 통한 번식(이분법, 유사 분열, 감수 분열)
- 물질대사를 통해 흡수된 영양소로부터 세포의 구성물들을 형성하고, 에너지, 분자를 만들어내며, 부산물을 내버린다. 세포의 기능은 화학 에너지를 추출해서 사용하는 방식에 의해 결정된다. 이러한 에너지는 대사 경로에서 추출된다.
- 단백질 합성 과정을 통해 단백질을 합성한다. 일반적인 유방 세포는 서로 다른 만 개 정도의 단백질을 가질 수 있다.
- 외부 혹은 내부의 자극에 대해 신호전달 체계를 가진다. 즉 자극은 온도, pH, 영양소 등이 있다.
- 소포(小胞)를 운반한다.

## 세포의 유형
세포는 세포핵을 가지고 있는 진핵세포와 세포핵을 가지고 있지 않은 원핵세포의 두 가지 유형으로 크게 나눌 수 있다. 원핵생물은 단세포 생물이며, 진핵생물은 단세포 생물 또는 다세포 생물일 수 있다. 인체를 구성하는데는 220종류의 세포들이 필요하다.

### 원핵세포

전형적인 원핵세포의 구조

원핵생물은 3역 분류 체계에서 두 개의 역인 세균역과 고균역을 포함하고 있다. 원핵생물은 지구 상의 최초의 생명체로서, 세포 신호전달을 포함한 중요한 생물학적 과정을 수행하는 것으로 특징지어 진다. 원핵세포는 진핵세포보다 구조가 단순하고, 크기가 작으며, 세포핵과 같은 막으로 둘러싸인 세포소기관이 없다. 원핵세포의 DNA는 원형 DNA로 단일 염색체로 구성되며, 세포질에 존재한다. 원핵세포의 세포질에 존재하는 DNA, RNA, 단백질 복합체로 진핵 세포의 핵에 해당하는 구조체를 핵양체라고 한다. 대부분의 원핵생물들은 지름이 0.5~2.0 µm이며, 가장 작은 생물체이다.
원핵세포는 세 가지 구조적 영역을 가지고 있다.
- 세포피막은 세포를 둘러싸고 있는데, 일반적으로 세포벽으로 둘러싸인 세포막으로 이루어져 있으며, 일부 세균의 경우 협막이라고 불리는 세 번째 층으로 한 번 더 둘러싸일 수 있다. 대부분의 원핵생물들은 세포막과 세포벽을 가지고 있지만, 미코플라스마(세균)와 테르모플라스마(고균)과 같이 세포막만 가지고 있는 예외도 있다. 세포피막은 세포에 강성을 부여하고, 세포의 내부를 외부환경으로부터 분리하는 보호 필터 역할을 한다. 세균의 세포벽 성분은 펩티도글리칸이며, 외력에 대한 추가적인 장벽으로 역할을 한다. 세균의 세포벽은 저장성 환경에서 삼투압으로 인해 세포가 팽창되고 파열(세포용해)되는 것을 방지한다. 일부 진핵세포(식물 세포 및 균세포)또한 이를 가진다.
- 세포의 내부에는 게놈(DNA), 리보솜 및 다양한 종류의 생체분자를 가지고 있는 세포질이 있다.[2] 유전 물질은 세포질에서 발견된다. 원핵생물은 일반적으로 염색체 외에도 플라스미드라고 하는 작은 원형 DNA를 가지고 있다. 세균은 보통 원형 플라스미드를 가지나 선형 플라스미드를 가지고 있는 세균들도 있는데, 여러 종의 스피로헤타 세균에서 선형 플라스미드를 가지고 있는 종류들이 확인되었으며, 특히 라임병을 일으키는 보렐리아 부르그도르페리(Borrelia burgdorferi)와 같은 보렐리아속의 세균들을 포함한다.[12] 원핵세포는 세포핵이 없지만, DNA는 핵양체에 응축되어 있다. 플라스미드는 항생제 저항성 유전자와 같은 추가적인 유전자를 가지기도 한다.
- 세포 표면의 바깥쪽으로 편모와 선모가 돌출되어 있다. 편모와 선모(모든 원핵세포에 존재하지는 않음)는 단백질로 구성된 구조로, 세포 간의 움직임과 소통을 촉진한다.

전형적인 동물 세포의 구조

전형적인 식물 세포의 구조

### 진핵세포
식물, 동물, 균류, 원생생물은 모두 진핵생물이다. 이들 진핵세포는 일반적인 원핵세포보다 약 15배 더 넓으며, 부피로는 1,000배 이상 더 클 수 있다. 원핵세포와 비교했을 때 진핵생물의 주요 특징으로는 구획화되어 있다는 것인데, 즉 특정 활동이 일어나는 막으로 둘러싸인 세포소기관이 존재한다는 것이다. 이 중에서 가장 중요한 것은 세포의 DNA가 들어있는 세포소기관인 세포핵이다. 진핵생물(eukaryote)이라는 이름은 "진짜 핵(true kernel (nucleus))"을 뜻하는 단어에서 유래하였다. 진핵생물과 원핵생물의 다른 차이점들은 다음과 같다.
- 원형질막은 기능상 원핵세포의 것과 유사하며, 세부적으로 약간의 차이가 있다. 세포벽은 존재할 수도 있고, 존재하지 않을 수도 있다.
- 진핵생물의 염색체는 선형 DNA와 히스톤 단백질로 구성되어 있다. 모든 염색체의 DNA는 세포핵에 존재하며, 세포핵은 핵막에 의해 세포질과 분리되어 있다.[2] 미토콘드리아와 엽록체와 같은 세포소기관도 DNA를 가지고 있다.
- 많은 진핵세포들은 섬모를 가지고 있다. 섬모는 화학감지, 기계감지, 열감지에서 중요한 역할을 한다. 따라서 각각의 섬모는 다수의 세포 내 신호전달 경로를 조정하는 감각 세포의 더듬이로 볼 수 있으며, 때로는 신호전달을 섬모의 운동이나 세포 분열과 세포 분화에 결합시킨다.[13]
- 운동성 진핵생물은 운동성 섬모나 편모를 사용하여 움직일 수 있다. 운동성 세포는 침염수와 속씨식물에는 없다.[14] 진핵생물의 편모는 원핵생물의 편모보다 더 복잡하다.[15]

|               | 원핵세포                    | 진핵세포                                                                        |
| ------------- | --------------------------- | ------------------------------------------------------------------------------- |
| 전형적인 생물 | 세균, 고균                  | 원생생물, 균류, 식물, 동물                                                      |
| 전형적인 크기 | 약 1~5 µm                   | 약 10~100 µm                                                                    |
| 핵의 유무     | 핵이 없음, 핵양체가 존재함. | 2중막으로 둘러싸인 핵이 있음                                                    |
| DNA           | 원형 DNA(일반적으로)        | 선형 DNA(히스톤 단백질과 결합하여 염색체로(염색질)로 존재함)                    |
| 전사/번역     | 세포질                      | RNA 합성은 핵 단백질 합성은 세포질                                              |
| 리보솜        | 50S(침강계수)와 30S         | 60S와 40S                                                                       |
| 세포질 구조   | 비교적 단순한 구조          | 내막계와 세포골격에 의해 고도로 구조화 됨.                                      |
| 이동 담당     | 플라젤린으로 구성된 편모    | 미세소관을 가지고 있는 편모와 섬모, 액틴을 가지고 있는 사상위족과 접착용 세포족 |
| 미토콘드리아  | 없음                        | 있음                                                                            |
| 엽록체        | 없음                        | 식물과 조류에 있음                                                              |
| 세포의 수     | 일반적으로 단세포           | 단세포 또는 군체 또는 분화된 세포를 가지고 있는 다세포 생물                     |
| 세포 분열     | 이분법                      | 유사 분열 (분열 또는 출아) 감수 분열                                            |
| 염색체        | 단일 염색체                 | 1개 이상의 염색체                                                               |
| 막            | 세포막                      | 세포막 및 막으로 둘러싸인 세포소기관                                            |

### 세포의 모양과 크기
세포의 형태는 생물의 종류에 따라, 또는 같은 생물이라도 조직이나 기관의 종류에 따라 다양하다. 그것은 세포의 기능과도 관계가 있지만 외부 요인, 예를 들어 기계적인 압력이나 표면 장력 등에 의해서도 결정된다. 단일 세포는 보통 구형이 되기 쉽지만 특별한 것(구균)을 제외하면 구형의 세포는 드물다. 실제로는 공모양이나 약간 변형된 타원체가 된 것(예: 난세포, 꽃가루 세포, 세균), 세포 표면에 편모나 섬모가 나 있는 것(예: 정자, 유주자(遊走子), 여러 가지 원생동물) 등이 있다. 또한, 아메바, 백혈구, 점균류의 변형체처럼 일정한 형태를 갖지 않고 모양이 끊임없이 바뀌는 세포도 있다.

## 세포 내 구성 성분
원핵세포든 진핵세포든 모든 세포들은 세포를 둘러싸고 있고, 세포 안팎으로의 물질 출입을 조절하고(선택적 막 투과성), 막전위를 유지하는 막을 가지고 있다. 막의 안쪽에서 세포질은 세포 부피의 대부분을 차지한다. 모든 세포(헤모글로빈을 최대로 수용하기 위해 세포핵과 대부분의 세포소기관이 없는 적혈구는 제외)에는 유전 물질인 DNA와 RNA가 있으며, DNA와 RNA에는 세포의 중요 기구인 효소와 같은 다양한 단백질을 만드는데 필요한 정보가 들어있다. 세포에는 다른 종류의 생체분자들도 있다. 이 문서에서는 이러한 기본적인 세포의 구성 성분들을 열거한 다음 해당 기능을 간략하게 설명한다.

### 세포막

세포막의 상세 구조

세포막 또는 원형질막은 세포의 세포질을 둘러싸고 있는 생체막이다. 동물에서 세포막은 세포의 바깥쪽 경계이며 식물과 원핵생물에서는 대개 세포막 바깥쪽이 세포벽으로 덮여 있다. 세포막은 주변 환경으로부터 세포를 분리, 보호하는 역할을 하며, 대부분 양친매성(소수성 및 친수성 부분을 모두 가진) 인지질 이중층으로 구성되어 있다. 따라서 세포막을 인지질 이중층 또는 유동 모자이크 막이라고 한다. 세포막에는 세포 안팎으로 물질들을 이동시키는 통로 및 펌프 역할을 하는 다양한 단백질 분자들이 존재한다. 막은 물질(분자 또는 이온)들을 자유롭게 통과시키거나 제한적으로 통과시키거나 아예 통과시키지 않을 수 있다는 점에서 반투과성이고 선택적 투과성이다. 세포막은 또한 세포가 호르몬과 같은 외부 신호 분자를 감지할 수 있도록 하는 수용체 단백질을 가지고 있다.

### 세포골격

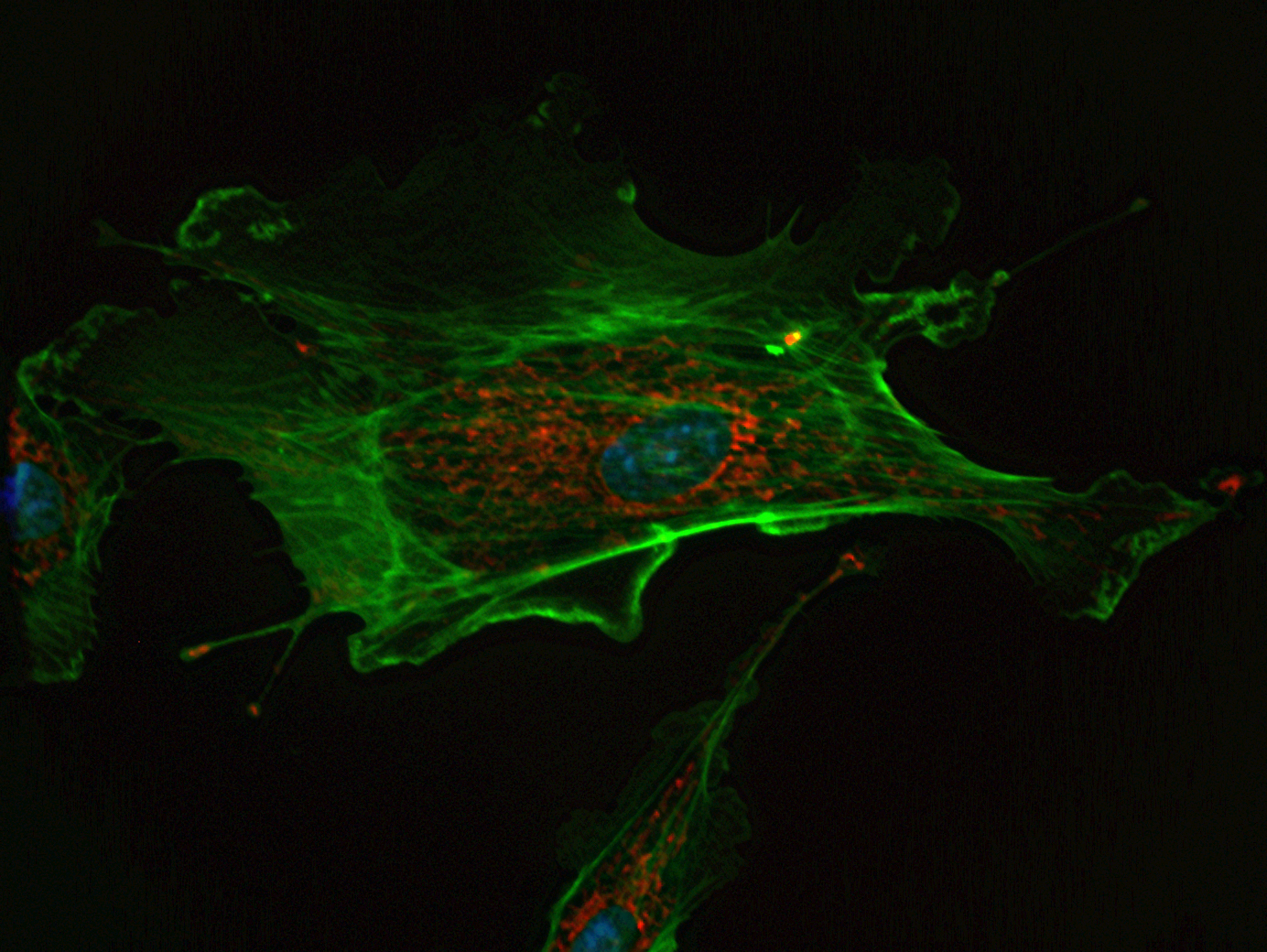
내피 세포의 형광 이미지. 핵은 청색으로 염색되었고, 미토콘드리아는 적색으로 염색되었으며, 미세섬유는 녹색으로 염색되었다.

세포골격은 세포의 형태를 조직하고 유지하며, 세포소기관을 고정시키는 역할을 한다. 또한 세포골격은 세포막을 통과하여 이동하기 어려운 물질들은 세포막으로 감싸서 세포 내로 끌어들이는 세포 내 섭취를 돕고, 세포 분열 후 딸세포들을 분리하는 세포질분열을 돕는다. 그리고 세포골격은 성장과 이동 과정에서 세포의 일부를 움직일 수 있게 한다. 진핵세포의 세포골격은 미세섬유, 중간섬유, 미세소관으로 구성되어 있다. 이들과 관련된 다수의 단백질들이 있으며, 각각의 세포골격의 방향을 정하고, 결합, 정렬함으로써 세포의 구조를 조절한다. 원핵생물의 세포골격은 잘 연구되지는 않았지만, 세포 형태의 유지, 세포 극성, 세포질분열에 관여한다. 미세섬유의 소단위체 단백질은 액틴이라고 불리는 작은 단량체 단백질이다. 미세소관의 소단위체는 튜불린이라 불리는 이량체 분자이다. 중간섬유는 상이한 조직에서 세포 유형에 따라 소단위체가 달라지는 헤테로폴리머이다. 중간섬유의 소단위체 단백질들에는 비멘틴, 데스민, 라민(라민 A, B, C), 케라틴(다중 산성 및 염기성 케라틴), 신경필라멘트 단백질(NF-L, NF-M)등이 있다.

### 유전 물질
디옥시리보핵산(DNA)과 리보핵산(RNA)이라는 두 가지 종류의 유전 물질이 존재한다. 세포는 장기적인 정보 저장을 위해 DNA를 사용한다. 생물에 들어있는 유전 정보는 DNA의 염기 서열에 암호화되어 있다. RNA는 정보 전달(예: mRNA), 효소 기능(예: rRNA), 단백질 번역 과정 동안 아미노산을 운반하는데(예: tRNA)을 하는데 사용된다.
원핵생물의 유전 물질은 세포질의 핵양체에서 원형 DNA로 존재한다. 진핵생물의 유전 물질은 핵 내부에 염색체라고 불리는 선형 분자로 주로 존재하며, 일반적으로 미토콘드리아 및 엽록체(세포 내 공생설 참조)와 같은 일부 세포소기관에도 유전 물질이 존재한다.
사람의 세포는 세포핵(핵 게놈)과 미토콘드리아(미토콘드리아 게놈)에 유전 물질을 가지고 있다. 사람에서 핵 게놈은 선형 DNA와 히스톤 단백질로 구성된 46개의 염색체로 이루어져 있는데, 이 중 22쌍은 상염색체이고, 1쌍은 성염색체이다. 미토콘드리아 게놈은 핵 안의 선형 DNA와 구별되는 원형 DNA이다. 미토콘드리아 DNA는 핵 염색체에 비해 매우 작지만, 미토콘드리아에서의 에너지 생산과 특정 tRNA들의 생성과 관련된 13개의 유전자를 암호화하고 있다.
외부에서 유래된 유전 물질(가장 일반적으로 DNA)은 또한 형질주입이라 불리는 과정에 의해 세포 내에 인위적으로 도입될 수 있다. DNA가 세포의 게놈에 삽입되지 않으면 일시적으로 존재할 수 있고, 게놈에 삽입되면 안정적으로 존재할 수 있다. 특정 바이러스들은 또한 유전 물질을 숙주의 게놈에 삽입한다.

### 세포소기관
세포소기관은 인체의 기관(예: 심장, 폐, 콩팥과 같이 각각의 기관들이 다른 기능을 수행함)과 유사한 한 가지 이상의 중요 기능을 수행하기 위해 적응 및 전문화된 세포의 일부분이다. 진핵세포와 원핵세포는 둘 다 세포소기관을 가지고 있지만, 원핵세포의 세포소기관은 더 단순하고 원핵세포에는 막으로 둘러싸인 세포소기관이 없다.
세포에는 여러 종류의 세포소기관이 있다. 일부 세포소기관(예: 세포핵, 골지체)은 일반적으로 1개인 반면, 다른 세포소기관(예: 미토콘드리아, 엽록체, 퍼옥시좀, 리소좀)은 갯수가 많을 수 있다(수십 개~수천 개). 세포기질은 세포를 채우고 세포소기관들을 둘러싸고 있는 점착성 액체이다.

#### 진핵세포

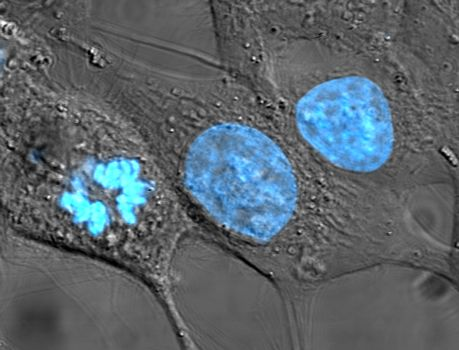
DNA가 청색으로 염색된 사람의 암세포(헬라 세포). 가운데 세포와 오른쪽의 세포는 간기에 있어서 염색체가 응축되어 있지 않고, 핵 전체가 표지된다. 왼쪽의 세포는 유사 분열 중에 있으며 염색체가 응축되어 있다.

- 세포핵: 세포의 정보 중심인 세포핵은 진핵세포에서 발견되는 가장 눈에 띄는 세포소기관이다. 세포핵에는 염색체가 있으며, 거의 모든 DNA 복제 및 RNA 합성(전사)가 일어난다. 세포핵은 구형이며, 핵막이라고 불리는 이중막에 의해 세포질과 구분되어 있다. 핵막은 세포의 구조를 손상시키거나 세포의 처리 과정을 방해할 수 있는 다양한 분자들로부터 세포의 DNA를 분리하고 보호한다. 전사 과정 동안 DNA는 전령 RNA(mRNA)로 전사된다. 그런 다음 mRNA는 세포질로 운반되어, 특정 단백질 분자를 합성하는데 이용된다. 인은 리보솜을 구성하는 rRNA가 합성되는 장소이고, 리보솜 합성에 관여하는 핵 내의 특정 영역이다. 원핵세포에서 전사와 번역은 세포질에서 일어난다.[2]
- 미토콘드리아와 엽록체: 세포의 에너지를 생성한다. 미토콘드리아는 모든 진핵세포의 세포질에서 다양한 수, 모양 및 크기로 생성되는 스스로 증식할 수 있는 세포소기관이다.[2] 미토콘드리아는 세포 호흡이 일어나는 장소로 산화적 인산화에 의해 세포의 에너지를 생성하며, 산소를 이용하여 영양소(일반적으로 포도당과 관련된)에 저장된 에너지를 사용하여 ATP를 생성한다. 미토콘드리아는 원핵생물처럼 이분법으로 증식한다. 엽록체는 식물과 조류에만 존재하며, 광합성이 일어나는 장소로, 빛에너지를 이용하여 이산화 탄소(CO2)와 물(H2O)로부터 포도당(C6H12O6)과 산소(O2)가 생성되는 반응이 일어난다.

내막계의 구조

- 소포체: 소포체는 세포질에 자유롭게 떠다니는 분자와 비교하여 특정 변형 및 특정 목적지를 목표로 하는 분자의 운반 네트워크이다. 소포체에는 표면에 리보솜이 붙어있는 거친면 소포체와 표면에 리보솜이 붙어있지 않은 매끈면 소포체라는 두 가지 형태가 있다.[2] 매끈면 소포체는 칼슘 이온(Ca2+)의 저장 및 방출에 중요한 역할을 한다.
- 골지체: 골지체의 주요 기능은 세포에 의해 합성되는 단백질 및 지질과 같은 고분자들을 변형하고 포장하여, 세포 밖으로 분비하거나 세포의 다른 부위로 이동시키는 것이다.
- 리소좀과 퍼옥시좀: 리소좀은 다당류, 지질, 핵산, 단백질 등을 분비하는 여러 가지 가수분해효소가 있어서 물질의 분해를 담당한다. 리소좀은 세포 내부로 들어온 세균이나 바이러스와 같은 외부 물질, 오래되고 손상된 세포소기관과 유기물 등의 세포 내 물질들을 분해하는 세포 내 소화를 담당한다. 퍼옥시좀은 독성 과산화물을 제거하는 효소들을 가지고 있다. 세포는 이러한 파괴적인 효소들을 막으로 둘러싸서 수용하고 있다.[2]
- 중심체: 중심체는 세포골격의 조직자로 세포골격의 핵심 구성 요소인 미세소관을 생성한다. 중심체는 2개의 중심립으로 구성되어 있고, 주로 동물 세포에 존재하고 막이 없으며, 세포 분열시 방추사 형성과 염색체의 이동에 관여한다. 일반적으로 균류와 식물에는 중심체가 없다.
- 액포: 액포는 식물 세포에 주로 존재하며, 물을 흡수하여 식물 세포의 생장을 돕고, 식물 세포의 형태 유지 및 세포 내 수분량과 삼투압 조절에 관여한다. 영양소, 노폐물, 독성 물질, 색소 등을 저장하며, 식물 세포가 성숙함에 따라 발달한다. 식물 세포와 균류 세포의 액포는 일반적으로 동물 세포의 액포보다 크다.

#### 진핵세포 및 원핵세포
- 리보솜: 리보솜은 리보솜 RNA(rRNA)와 단백질로 구성된 큰 복합체이다.[2] 리보솜은 2개의 단위체(대단위체와 소단위체)로 구성되며, mRNA에 의해 전달되는 유전 정보에 따라 단백질을 합성하는 세포소기관이다. 리보솜은 세포질에 자유롭게 떠다니거나 막에 결합(진핵세포의 거친면 소포체 또는 원핵세포의 세포막)되어 있다.[18]

## 세포막 외부의 구조
많은 세포들은 또한 세포막 외부에 전체적 또는 부분적으로 존재하는 구조들을 가지고 있다. 이들 구조는 반투과성 세포막에 의해 외부 환경으로부터 보호되지 않기 때문에 주목할 만하다. 이러한 구조들을 형성하려면 세포 외로 배출하는 과정을 통해 구성 요소들이 세포막을 가로질러 운반되어야 한다.

### 세포벽
많은 종류의 원핵세포와 진핵세포는 세포벽을 가지고 있다. 세포벽은 환경으로부터 세포를 기계적, 화학적으로 보호하는 역할을 하며, 세포막에 대한 추가적인 보호층이다. 다른 유형의 세포는 다른 물질로 구성된 세포벽을 가지고 있다. 식물 세포의 세포벽은 주로 셀룰로스로 구성되어 있고, 균류 세포의 세포벽은 키틴으로 구성되어 있으며, 세균의 세포벽은 펩티도글리칸으로 구성되어 있다.

### 원핵세포

#### 협막
젤상의 협막은 일부 세균에서 세포막과 세포벽 외부에 존재한다. 협막은 폐렴 연쇄상구균, 수막염균에서와 같은 다당류 또는 탄저균에서와 같은 폴리펩타이드 또는 연쇄상구균에서와 같은 히알루론산일 수 있다. 협막은 일반적인 염색 방법으로 표시되지 않으며, 먹물 또는 메틸 블루로 감지할 수 있다. 이를 통해 세포들 간의 높은 대비를 가능하게 해서 관찰을 용이하게 해준다.

#### 편모
편모는 세포의 이동에 관여하는 세포소기관이다. 세균의 편모는 세포질에서 세포막을 통해 뻗어 나와서 세포벽을 통해 돌출되어 있다. 편모는 길고 두꺼운 실 모양의 부속물이며, 단백질로 구성되어 있다. 고균과 진핵생물에서 각각 다른 종류의 편모가 발견된다.

#### 선모
선모는 세균의 표면에서 발견되는 짧고, 가늘고 머리카락과 같은 필라멘트이다. 선모는 필린(항원성)이라 불리는 단백질로 구성되어 있으며, 사람 세포의 특정 수용체에 세균이 부착(세포 부착)될 수 있도록 한다. 세균의 접합과 관련된 특별한 종류의 선모가 존재한다.

## 세포 내 과정

원핵세포는 이분법으로 분열하고, 진핵세포는 체세포 분열 또는 감수 분열로 분열한다.

### 복제
세포 분열은 단일 세포(모세포라고도 불림)가 두 개의 딸세포로 나뉘는 과정이다. 세포 분열은 다세포 생물의 생장(조직의 생장) 및 단세포 생물의 생식(영양 생식)으로 이어진다. 원핵세포는 이분법으로 분열되는 반면, 진핵세포는 일반적으로 체세포 분열에서 핵분열 과정을 거친 후 세포질 분열이 일어나 2개의 딸세포를 형성한다. 이배체 세포는 또한 감수 분열을 통해 보통 4개의 반수체 세포를 생성할 수 있다. 반수체 세포는 다세포 생물에서 배우자(생식세포)로 역할을 하며, 수정을 통해 새로운 이배체 세포(수정란)을 형성할 수 있다.
DNA 복제 또는 세포의 게놈 복제 과정은 세포가 유사 분열이나 이분법을 통해 분열할 때 일어난다. DNA 복제는 세포 주기의 S기 동안에 일어난다.
감수 분열에서 DNA는 1회 복제되지만, 세포는 연속 2회 분열한다. DNA 복제는 감수 1분열 이전 간기의 S기에서 일어난다. 감수 1분열과 감수 2분열 사이에서 DNA 복제는 일어나지 않는다. 모든 세포 활동과 마찬가지로 DNA 복제는 작업 수행을 위한 특이적인 단백질들을 필요로 한다.

단백질, 탄수화물, 지방의 이화작용에 대한 개요

### 생장 및 물질대사

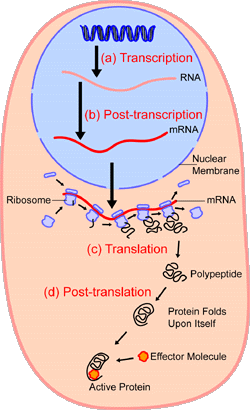
단백질 합성의 개요. 세포핵(하늘색) 내에서 유전자(DNA, 남색)가 RNA로 전사된다. RNA는 전사 후 변형 및 조절되어 성숙한 mRNA(적색)를 형성한 다음 핵으로부터 세포질(분홍색)로 수송되어 단백질로 번역되는데 필요한 유전 정보를 제공한다. mRNA의 코돈은 tRNA의 안티코돈과 수소 결합에 의해 결합되어 리보솜(하늘색)에 의해 단백질로 번역된다. 새로 합성된 단백질(검은색)은 종종 효과인자(주황색)와 결합하여 완전한 활성형이 되도록 추가로 변형될 수 있다.

연속적인 세포 분열들 사이(간기)에서, 세포는 물질대사를 활발히 하여 생장한다. 세포의 물질대사는 개별 세포가 영양소 분자들을 처리하는 과정이다. 물질대사는 세포가 복잡한 분자들을 분해하여 에너지와 환원력을 생성하는 이화대사와 세포가 에너지와 환원력을 사용하여 복잡한 분자들을 생합성하고 다른 생물학적 기능들을 수행하는 동화대사로 구분할 수 있다. 생물이 섭취한 탄수화물은 포도당과 같은 단당류로 분해될 수 있다. 세포에서 포도당은 세포 호흡을 통해 분해되어 생명 활동에 필요한 에너지 분자인 ATP를 생성하는데 사용된다.

### 단백질 합성
세포는 세포 활동의 조절 및 유지에 필수적인 새로운 단백질들을 합성할 수 있다. 이는 DNA와 RNA에 암호화되어 있는 정보에 기초하여 아미노산으로부터 새로운 단백질을 형성하는 과정이다. 단백질 합성은 일반적으로 전사와 번역의 두 가지 주요 단계로 구성되어 있다.
전사는 DNA에 저장되어 있는 유전 정보가 RNA로 옮겨지는 과정이다. 그리고 나서, 이 RNA 가닥은 전령 RNA(mRNA)를 생성하기 위해 가공되는데, mRNA는 세포 안을 자유롭게 이동할 수 있다. mRNA 분자는 세포질에 위치한 리보솜이라 불리는 단백질-RNA 복합체와 결합하며, 폴리펩타이드로 번역된다. 리보솜은 mRNA의 염기 서열에 기초하여 폴리펩타이드의 아미노산 서열을 결정한다. mRNA의 염기 서열은 리보솜 내의 결합 자리에서 운반 RNA(tRNA) 분자와 결합함으로써 폴리펩타이드의 아미노산 서열과 직접적으로 관련된다. 새로운 폴리펩타이드는 기능성 3차원 단백질 분자로 접힌다.

### 운동성
단세포 생물은 음식물을 찾거나 포식자를 피하기 위해 움직일 수 있다. 운동의 일반적인 기작에는 편모와 섬모가 포함된다.
다세포 생물에서 상처 치유, 면역 반응, 암 전이와 같은 과정에서 세포가 움직일 수 있다. 예를 들어, 동물의 상처 치유 과정에서 백혈구는 상처 부위로 이동하여 감염을 일으킬 수 있는 미생물들을 죽인다. 세포의 운동성에는 많은 수용체, 가교, 묶음, 결합, 부착, 운동 그리고 다른 단백질들이 관여한다. 이 과정은 세포의 앞쪽 가장자리의 돌출, 앞쪽 가장자리의 부착 및 세포 몸통과 뒷쪽에서의 탈부착, 세포를 앞쪽으로 당기기 위한 세포골격의 수축 등 세 단계로 나뉜다. 각 단계는 세포골격의 고유한 부분에 의해 생성되는 물리적 힘에 의해 추진된다.

## 다세포화

### 세포 분화

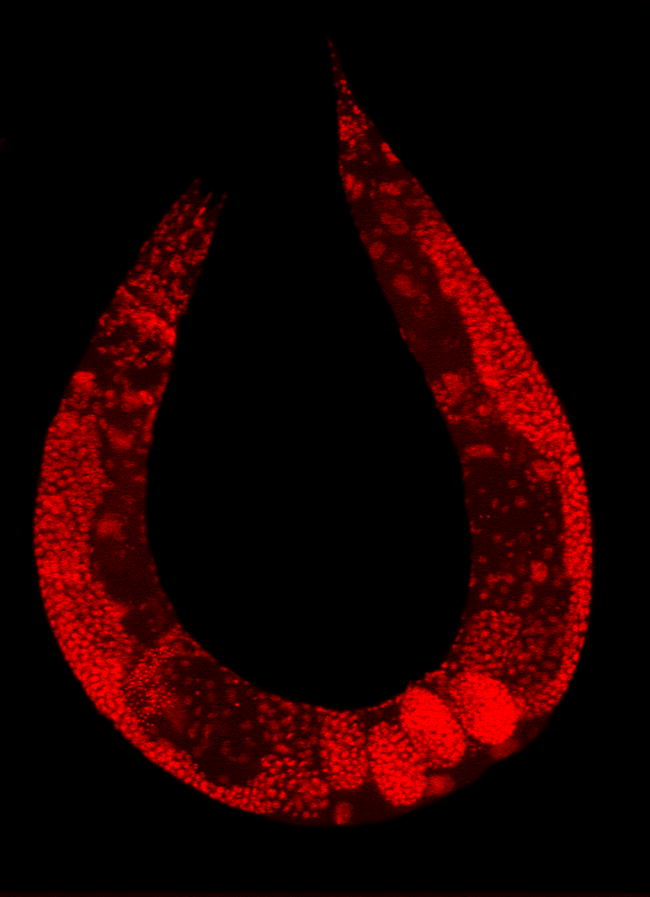
세포핵이 강조되도록 염색된 예쁜꼬마선충

다세포 생물은 단세포 생물과는 달리 한 개 이상의 세포로 구성된 생물이다.
복잡한 다세포 생물에서 세포는 특정 기능에 적합한 상이한 세포 유형으로 분화된다. 포유류에서 주요 세포 유형으로는 피부세포, 근육세포, 뉴런, 혈구, 섬유아세포, 줄기세포 등이 있다. 한 개체 내에서 세포 유형은 모양과 기능은 다르지만, 유전적으로는 모두 동일하다. 세포는 자신이 가지고 있는 유전자들의 차등 발현으로 인해 유전자형은 동일하지만 다른 유형의 세포가 될 수 있다.
대부분의 별개의 세포 유형들은 접합자(zygote)라고 불리는 단일 전형성능 세포로부터 발생하며, 이는 발생 과정동안 수백 가지 종류의 다른 세포 유형으로 분화된다. 세포의 분화는 서로 다른 환경 신호(예: 세포-세포 상호작용)와 본질적인 차이(예: 세포 분열 중 분자들의 불균등한 분포로 인한 차이)에 의해 결정된다.

### 다세포성의 기원
다세포성은 남세균, 점액세균, 방선균목, 델타프로테오박테리아, 메타노사르키나속과 같은 몇몇 원핵생물들을 포함하여 적어도 25회 이상 독자적으로 진화해왔다. 그러나 복잡한 다세포 생물은 동물, 균류, 갈조류, 홍조류, 녹조류, 식물 등 6개의 진핵생물 그룹에서만 진화해 왔다. 다세포성은 식물(녹색식물)에서는 반복적으로 진화해 왔고, 동물에서는 1회~2회, 갈조류에서는 1회, 그리고 균류, 점균류, 홍조류에서는 아마도 여러 번 진화를 거듭해 왔다. 다세포성은 상호의존적인 생물들의 군체, 세포화 또는 공생 관계에 있는 생물들로부터 진화해 왔을지도 모른다.
다세포성의 첫 번째 증거는 35억~30억년 전에 살았던 남세균과 유사한 생물에서 나왔다. 다세포 생물의 다른 초기 화석으로는 그리파니아 스피랄리스(Grypania spiralis)와 가봉의 고원생대 프랑스빌리언 그룹 화석 B층의 흑색 셰일 화석이 있다.
단세포 조상으로부터 다세포성의 진화는 실험실에서 포식을 선택적 압력으로 사용한 진화 실험에서 재연 실험되었다.

## 기원
세포의 기원은 지구 상의 생명체 역사의 시작인 생명의 기원과 밀접한 관련이 있다.

### 최초의 세포의 기원

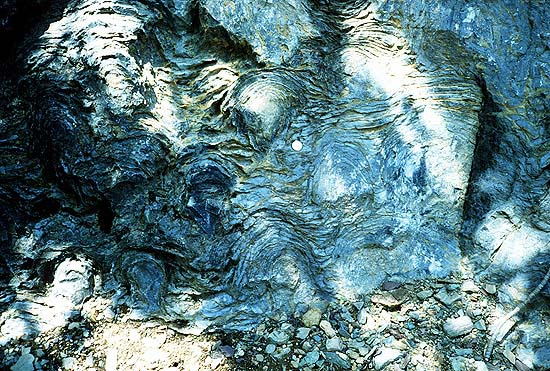
스트로마톨라이트는 남조류라고도 하는 남세균의 화석이다. 스트로마톨라이트는 지구 상에서 가장 오래된 화석이다. 사진의 화석은 10억년 전의 화석으로 미국의 글레이셔 국립공원에서 출토된 화석이다.

원시 지구에서 생명으로 이어진 분자들의 기원에 대한 몇 가지 이론이 있다. 이들 분자들은 운석을 타고 지구로 운반되었을 수도 있고(머치슨 운석 참조), 열수분출공에서 생성되었을 수도 있고, 또는 환원성 대기에서 번개에 의해 합성(밀러와 유리의 실험 참조)되었을 수도 있다. 최초의 자기 복제의 형태가 무엇이었는지를 정의하는 실험 자료는 없다. RNA는 유전 정보를 저장하고 화학 반응을 촉매할 수 있기 때문에(RNA 세계 참조), 최초의 자기 복제 분자인 것으로 생각되지만, 자기 복제 가능성이 있는 다른 실체, 예를 들어 펩타이드 핵산이 RNA보다 우선했을 수도 있다.
최초의 세포는 약 35억년 전에 지구 상에 출현한 것으로 추정된다. 최초의 세포는 무산소 호흡으로 유기물을 분해하여 에너지를 얻는 종속영양생물이었을 것이다. 최초의 세포의 세포막은 아마도 현대 생물의 세포막보다 더 단순하고, 투과성이 좋으며, 지질에 하나의 지방산 사슬을 가지고 있었을 것이다. 지질은 물에서 이중층 소포를 자발적으로 형성하는 것으로 알려져 있으며, RNA보다 우선했을 수 있지만, 최초의 세포막은 촉매 기능을 가지고 있는 RNA에 의해 생성되었을 수도 있고, 심지어 생성되기 전에 구조 단백질을 필요로 했을 수도 있다.

### 진핵세포의 기원
진핵세포는 원핵세포들의 공생 군집으로부터 진화한 것으로 보인다. 미토콘드리아와 엽록체와 같은 DNA를 가지고 있는 세포소기관은 독립적으로 생활하던 호기성 세균과 광합성 세균이 숙주세포와 공생하다가 분화된 것으로, 이러한 세포 내 공생설의 증거로는 미토콘드리아와 엽록체가 원핵생물과 유사한 자체의 원형 DNA와 리보솜을 가지고 있다는 점과 이중막 구조를 이루고 있다는 점 등이 있다.
하이드로제노솜과 같은 세포소기관이 미토콘드리아의 기원을 앞선 것인지 아닌지에 대해서는 여전히 상당한 논쟁이 있다(진핵세포의 기원에 대한 수소 가설을 참조).

## 세포 연구의 역사

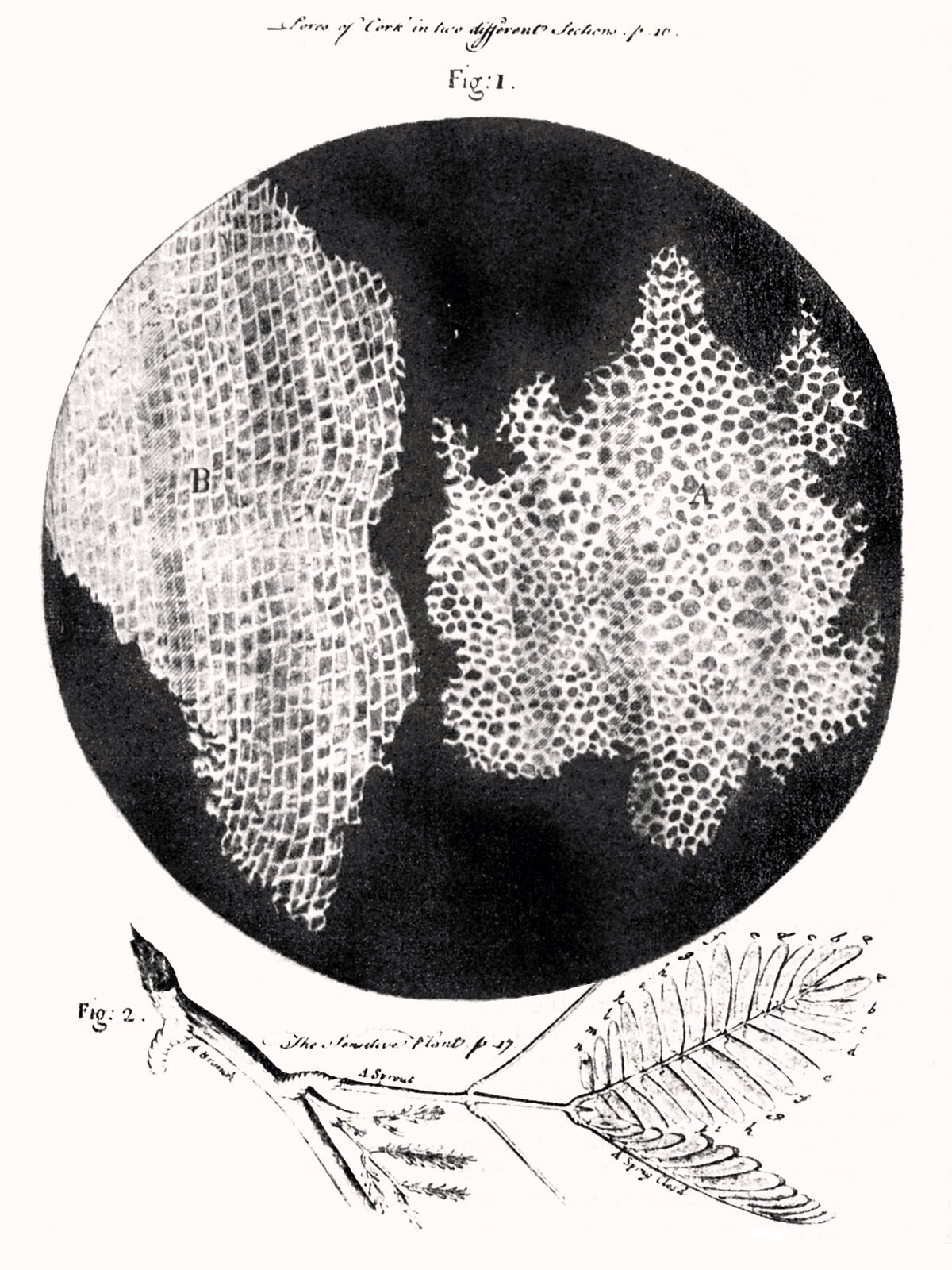
로버트 훅이 1665년에 그린 코르크 세포

- 1632~1723년: 안톤 판 레이우엔훅은 렌즈를 갈아서 기본적인 광학 현미경을 제작하였고, 종벌레와 같은 원생동물과 자신의 구강 속의 세균 등을 관찰하였다.
- 1665년: 로버트 훅은 코르크에서 세포를 발견했고, 이 후에 현미경을 사용하여 살아있는 식물 조직에서 세포를 관찰하였다. 훅은 자신의 저서 《마이크로그라피아》(Micrographia)[31]에서 세포(cell)라는 용어(라틴어 "cella"에서 유래함, "작은 방"[32]을 의미)를 만들었다.
- 1839년: 테오도어 슈반과 마티아스 야코프 슐라이덴은 식물과 동물이 세포로 이루어져 있다는 원리를 설명하고, 세포가 모든 생물의 구조적 단위일 뿐만 아니라 생명 활동이 일어나는 기능적 단위라는 세포설을 제창하였다.
- 1855년: 루돌프 피르호는 세포는 기존의 살아있는 세포로부터만 만들어진다라고 주장하여 세포설을 완성하고, 일반화시켰다.
- 1859년: 루이 파스퇴르는 실험을 통해 자연발생설을 부정하고, 생물은 생물을 통해 생겨난다는 생물속생설을 확립하였다(프란체스코 레디는 1668년에 파스퇴르와 동일한 결론을 제안한 실험을 수행했다).
- 1931년: 에른스트 루스카는 베를린 훔볼트 대학교에서 최초의 투과 전자 현미경(TEM)을 제작했다. 1935년까지 루스카는 광학 현미경의 두 배의 해상도로 전자 현미경을 만들어 이전에는 관찰할 수 없었던 세포소기관들을 밝혀냈다.
- 1953년: 로잘린드 프랭클린의 연구를 바탕으로 제임스 D. 왓슨과 프랜시스 크릭은 DNA의 이중 나선 구조에 대한 논문을 발표했다.
- 1981년: 린 마굴리스는 독립적으로 생활하던 세균이 숙주세포와 공생하다가 진핵세포의 세포소기관으로 분화되었다는 가설인 세포 내 공생설을 발표했다.

## 같이 보기
- 세포소기관
- 생체분자
- 생체고분자
- 세포 피층
- 세포 배양
- 사이토리시스
- 사이토넴
- 세포독성
- 지질 뗏목
- 원형질분리
- 합포체
- 세포막 나노튜브
- 볼트 (세포소기관)

## 주해
1. ↑  30세에 체중이 70 kg 이고, 키가 172 cm인 사람을 기준으로 한 근사치이다.[3] 근사치는 정확하지 않으며, 이 연구에서는 세포의 수를 3.72±0.81×1013개인 것으로 추정했다.[3]

## 더 읽을거리
- Alberts B, Johnson A, Lewis J, Morgan D, Raff M, Roberts K, Walter P (2015). 《Molecular Biology of the Cell》 6판. Garland Science. 2쪽. ISBN 9780815344322.
- Alberts B, Johnson A, Lewis J, Raff M, Roberts K, Walter P (2014). 《Molecular Biology of the Cell》 6판. Garland. ISBN 9780815344322. 2014년 7월 14일에 원본 문서에서 보존된 문서. 2019년 9월 23일에 확인함.; The fourth edition is freely available from National Center for Biotechnology Information Bookshelf.
- Lodish H, Berk A, Matsudaira P, Kaiser CA, Krieger M, Scott MP, Zipurksy SL, Darnell J (2004). 《Molecular Cell Biology》 5판. WH Freeman: New York, NY. ISBN 9780716743668.
- Cooper GM (2000). 《The cell: a molecular approach》 2판. Washington, D.C: ASM Press. ISBN 9780878931026.

## 참고 자료
- 이 문서에는 다음커뮤니케이션(현 카카오)에서 GFDL 또는 CC-SA 라이선스로 배포한 글로벌 세계대백과사전의 내용을 기초로 작성된 글이 포함되어 있습니다.